# 含嘉仓城遗址
含嘉仓城遗址，即隋朝时兴建的含嘉仓，由于规模巨大，四周建有围墙，形成较为独立的城池形态，位于今中国河南省洛阳市瀍河回族区瀍西街道所辖古仓街北端的老城区。

## 历史
含嘉仓始建于隋大业元年（605年），在唐代繼續扩建，东西长612米，南北宽710米，总面积43万平方米，位置在洛阳旧隋唐古城的东北方。含嘉仓是洛阳的粮仓，储粮来源地主要是今河北、山东、河南、江苏、安徽等地，負責关东和关中之间漕米转运站，成为当时大型官仓之一。天宝八年（749年），全国各主要粮仓藏粮一千二百六十五万六千六百二十石，其中含嘉仓有五百八十三万三千四百石，重要性已取代洛口仓。唐德宗贞元十四年（798年）河南大饥，“出东都含嘉仓粟七万石，开场粜以惠河南饥民”。

## 发掘及保护
唐朝之后，含嘉仓随时间而湮没。因兴建焦枝铁路，遗址被首次发现。考古发掘于1969年，正式的发掘则是在1971年，共发掘160号窑仓在内的五座窑仓，这是新中国发现的第一座大型地下粮仓。由於年代久遠，该遗址目前仅存160号仓窖，其他仓窖均被城市建成区严重占挤。1970年洛阳博物馆在对含嘉仓遗址进行了钻探和重点发掘时找到，探出粮仓287座，窑40余座，1972年经发掘清理160号窖，發現保存着完整的粮食，谷物颗粒清晰可辨，19、50、182号三座仓窖中出土有銘文磚、器皿、已炭化的糧食等物。已发掘的6个粮窖内出土銘文磚大量記載倉儲情況，印有年号“天授元年(690)”、“长寿元年(692)”、“通天二年(697)”。
2008年，洛阳市通过《洛阳市隋唐洛阳城遗址保护条例》，将含嘉仓城（含城门）遗址作为隋唐洛阳城重要遗址予以保护。2013年，做河南省境内的十一个子项之一，含嘉仓被列入第七批全国重点文物保护单位——大运河。
2023年，洛阳市考古研究院编写的《隋唐洛阳含嘉仓城考古发掘报告》由科学出版社出版。